# Playa Grande (Uruguay)
Playa Grande ist eine Ortschaft in Uruguay.

## Geographie
Sie befindet sich auf dem Gebiet des Departamento Maldonado in dessen Sektor 5. Playa Grande grenzt dabei im Süden und Südwesten an die Küste des Río de la Plata, während im Südosten Piriápolis anschließt und nördlich Playa Hermosa gelegen ist.

## Einwohner
Playa Grande hatte 2011 1.031 Einwohner, davon 523 männliche und 508 weibliche.
| Jahr | Einwohner |
| ---- | --------- |
| 1963 | 173       |
| 1975 | 226       |
| 1985 | 300       |
| 1996 | 569       |
| 2004 | 715       |
| 2011 | 1.031     |

Quelle: Instituto Nacional de Estadística de Uruguay